# Supreme
Supreme je skateboardová americká oděvní značka založena v dubnu roku 1994 v New Yorku. Značka se zaměřuje na skateboardovou, hip-hopovou kulturu. Zakladatelem je bristko-americký skateboardista James Jebbia. Sortiment značky tvoří široká škála od bot přes oblečení až po různé doplňky. Typické a velmi známé logo značky je tvořeno bílým nápisem Supreme napsáno fontem Futura Heavy Oblique na červeném pozadí obdélníkovitého tvaru. Je často označováno jako „Box logo“, kvůli obdélníkovému tvaru. Logo se inspiruje propagandistickým uměním americké kreslířky a kolážistky Barbary Krueger.

## Historie
První obchod se otevřel roku 1994 v New Yorku v Lafayette street. Stojany s oblečením byly rozmístěny po obvodu obchodu, což vytvářelo velký prostor uprostřed. Skateboardisté mohli vjet přímo do obchodu a mohli se v něm bezproblémově pohybovat se skateboardem v podpaží a velkými batohy na zádech. Roku 2004 byl otevřen další obchod, tentokrát v Los Angeles v North Fairfax Avenue. Tento obchod byl dvakrát větší než předchozí a byla v něm nainstalována skateboardová rampa. Roku 2011 se otevřel první obchod v Evropě, v Londýně. Roku 2016 k němu přibyl i pařížský obchod. V Asii se nachází šest obchodů, z toho všechny na Japonském souostroví, tři v Tokiu ( Šibuja, Harajuku a Daikanyama) a další tři ve městech Nagoja, Ósaka a Fukuoka. 6. října 2017 se otevřel jedenáctý obchod a zároveň druhý v New Yorku (ve čtvrti Williamsburg).

## Kolaborace
Kolaborace je termín pro spolupráci mezi dvěma nebo více značkami. Supreme za dobu své existence vytvořilo spoustu kolaborací s giganty oděvního průmyslu, kupříkladu s francouzským módním domem Louis Vuitton nebo s americkou outdoorovou značkou The North Face a s dalšími značkami včetně značek Levi's, Clarks, Timberland, Vans, Playboy, Hanes, Nike, Comme des Garçons nebo Stone Island. Kolaborace Supreme se netýkají pouze oblečení. Vznikla široká škála doplňků, například páčidlo, čínské hůlky, boxovací pytel, rámečky na fotky, spací pytel, ale i kuriózní předměty jako Supreme cihla, či Supreme kovové autíčko Hot Wheels. Supreme také jako skateboardová značka vydává příslušenství ke skateboardu v kolaboraci s ostatními skateboardovými značkami (Spitfire Wheels, Indepedent Trucks) Vzniklo také spousta kolaborací s umělci. Trička anebo skateboardové decky jsou často potisknuty materiály pořízených známými fotografy, kreslíři nebo designery, například Davida Lynche, Takashiho Murakamiho, hudební skupinou Public Enemy, Robertem Crumbem, Marilynem Mintrem, Markem Gonzalesem. O tyto limitované předměty je obrovský zájem a jsou obvykle během několika sekund vyprodané. Jejich cena se postupně navyšuje a v některých případech dosahuje extrémně vysokých částek. Nejdražším prodaným kusem se stala dřevěná truhlice, která vyšla roku 2017 v kolaboraci se značkou Louis Vuitton. Truhlice byla prodána za 70 000 $.

## Přestupky
Značka se také proslavila kopírováním od jiných značek. Roku 1994 byl na trička Supreme otištěn černobílý plakát Kate Moss. Později se ukázalo, že se jedná o reklamu, kterou nafotila Kate Moss pro značku Calvin Klein, která za to Supreme zažalovala. Roku 2000 se opět objevila další žaloba, tentokrát ze strany Louis Vuitton. Supreme nechalo na trička natisknout ikonický potisk francouzského módního domu, pouze monogram LV byl nahrazen písmenem S.